# Вайвара (волость)
Ва́йвара (эст. Vaivara vald) — бывшая восточная волость Эстонии. После административно-территориальной реформы 2017 года упразднена, её территория передана в ведение расширенного городского муниципалитета Нарва-йыэсуу.
Расположена в восточной части уезда Ида-Вирумаа. На севере граничила с Финским заливом, на востоке — с городами Нарва, Нарва-Йыэсуу, рекой Нарва и Нарвским водохранилищем, на юге — с волостью Иллука, на западе с Силламяэ и волостью Тойла. В западной части волости находилась часть города Кохтла-Ярве, Вийвиконна (с относящимся к ней посёлком Сиргала), также в 2017 году вошедшая в состав Нарва-Йыэсуу. В северной части волость встречалась с высоким северо-эстонским глинтом. В южной части находилась Алутагузеская заповедная зона.

## Полезные ископаемые
Полезные ископаемые: горючий сланец, песок, синяя глина, торф, гравий и известняк. Пять охотничьих угодий, рыбные запасы в Нарвском водохранилище, реках Нарва и Мустйыги. Основная деятельность в волости связана со сланцем. Здесь находятся Нарвский сланцевый разрез, Эстонская электростанция, место складирования опасных отходов.

## География
Площадь волости — 398 км², что составляет примерно 12 % от общей площади уезда. Морская граница составляет 12 км, площадь внутренних водоёмов — 1156 га. Основная часть населённых пунктов расположилась вдоль шоссе Таллин — Нарва, а также железной дороги. Волостной центр находится в сельском посёлке (эст. alevik) Синимяэ.

## Население
Количество зарегистрированных жителей составляет 1 527 человек. На территории волости находится 20 населённых пунктов — 18 деревень: Арумяэ, Аувере, Хийеметса, Хундинурга, Лаагна, Кудрукюла, Мерикюла, Мустанина, Пеэтерристи, Перьятси, Пиместику, Пухкова, Солдина, Сытке, Тырвайыэ, Удриа, Вайвара, Водава и посёлки Синимяэ и Олгина. Национальный состав: 64 % русских, 26% эстонцев, 3 % белорусов и 2 % финнов.
В волости находится основная школа, детские сады с русскими и эстонскими группами.
На территории волости находятся достопримечательности и монументы Северной, Первой и Второй мировых войн, в том числе музей Синимяэских высот в Вайвара, посвящённый кровопролитным сражениям в Синимяэ в 1944 году.

Флаг волости Вайвара на административном здании
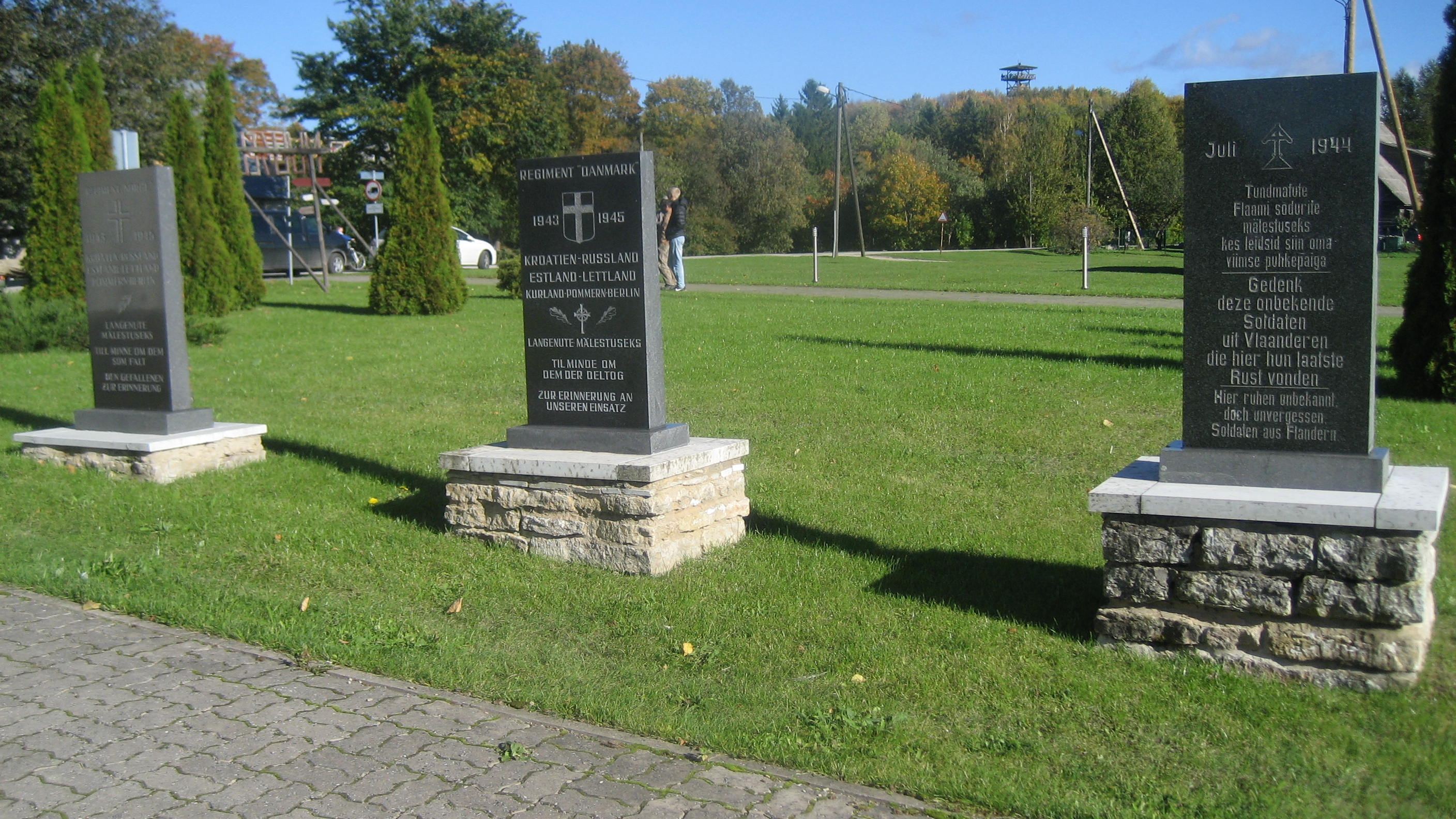
Мемориал в Вайвара
Участники движения военно-исторической реконструкции в Вайвара